# Paramerina nigromarmorata
Paramerina nigromarmorata är en tvåvingeart som först beskrevs av Maurice Emile Marie Goetghebuer 1935.  Paramerina nigromarmorata ingår i släktet Paramerina och familjen fjädermyggor. Inga underarter finns listade i Catalogue of Life.